# Meeresstrand
Meeresstrand ist der Titel eines Gedichts von Theodor Storm, das 1853/54 entstand und 1856 erstmals gedruckt wurde. Das Werk gehört zu seinen Naturgedichten und findet sich in zahlreichen Anthologien. 
Die während des Exils in Potsdam entstandenen Verse schildern eine Abendstimmung am Wattenmeer, geben dabei aber nicht nur Natureindrücke wieder. Wie in dem bekannten, zuvor geschriebenen Gedicht Die Stadt weilt das lyrische Ich in einer Szenerie am Wasser und ist von Vogelstimmen und anderen Klängen umgeben. Ein Brief Storms an seinen Vater belegt, dass er mit den Versen auch sein Heimweh nach Husum zum Ausdruck brachte. 

## Inhalt
Das Gedicht lautet: 
Ans Haff nun fliegt die Möwe,

Und Dämm’rung bricht herein;

Über die feuchten Watten

Spiegelt der Abendschein.

Graues Geflügel huschet

Neben dem Wasser her;

Wie Träume liegen die Inseln

Im Nebel auf dem Meer.

Ich höre des gärenden Schlammes

Geheimnisvollen Ton,

Einsames Vogelrufen -

So war es immer schon.

Noch einmal schauert leise

Und schweiget dann der Wind;

Vernehmlich werden die Stimmen,

Die über der Tiefe sind.

## Form und Besonderheiten
Die Form ist nicht so streng gebaut wie im Gedicht von der grauen Stadt. In den vierzeiligen Strophen reimen sich nur die zweiten und vierten Verse mit männlicher Kadenz, während die ersten und dritten reimlos bleiben und weiblich enden. Das Klangbild ist variabler, zeigt Assonanzen („geheimnisvollen“ – „einsames“ – „einmal“ – „schweiget“) und Alliterationen („Graues Geflügel“ – „schauert – schweiget“). Die metrische Struktur ist ebenfalls abwechslungsreicher: Das Versmaß ist dreihebig; Jamben und Daktylen folgen einander unregelmäßig und wirken an einigen Versanfängen wie schwebende Betonungen. Bei den weiblichen Kadenzen werden die Versenden durch Enjambements überspielt.
Motive des berühmten Husum-Gedichts finden sich auch in seinem Meeresstrand, sind dort aber anderes gewichtet. Storm beschreibt eine Wattenmeerlandschaft, in der das Ich von Vogelstimmen und anderen Klängen umgeben ist.
Der Text bewegt sich zwischen Realität und Imagination mit Bildern, die unkonturiert bleiben und gerade so ihre poetische Kraft entfalten. Die Unbestimmtheit entsteht in der ersten Hälfte durch optische, in der zweiten durch akustische Eindrücke. Ungenaue Ortsbestimmungen wie „ans Haff“, „über die Watten“, „auf dem Meer“ und „über der Tiefe“ verstärken die Wirkung.
Nach dem anfänglichen Vogelruf malt Storm ein Bild im Abendlicht am Rande des Wattenmeers aus, das diffus und unklar ist. In der Dämmerung huscht Geflügel vorüber, Inseln erscheinen und liegen wie Träume im Nebel. Die Vieldeutigkeit ergibt sich schon aus der örtlichen und zeitlichen „Grenzsituation“ zwischen Land und Meer, Tag und Abend, hell und dunkel, Realität und Traum. Unklar bleibt auch, ob die Möwe vom offenen Meer kommend das Haff erreicht und gleichsam heimwärts fliegt oder sich vom Festland entfernt.
Die akustischen Wahrnehmungen des zweiten Teils sind ebenso undeutlich wie die optischen und münden in ein Schweigen, dem mit den „vernehmlich“ werdenden „Stimmen ... über der Tiefe“ eine Wendung ins Konkrete zu folgen scheint.

## Hintergrund und Deutungsansatz

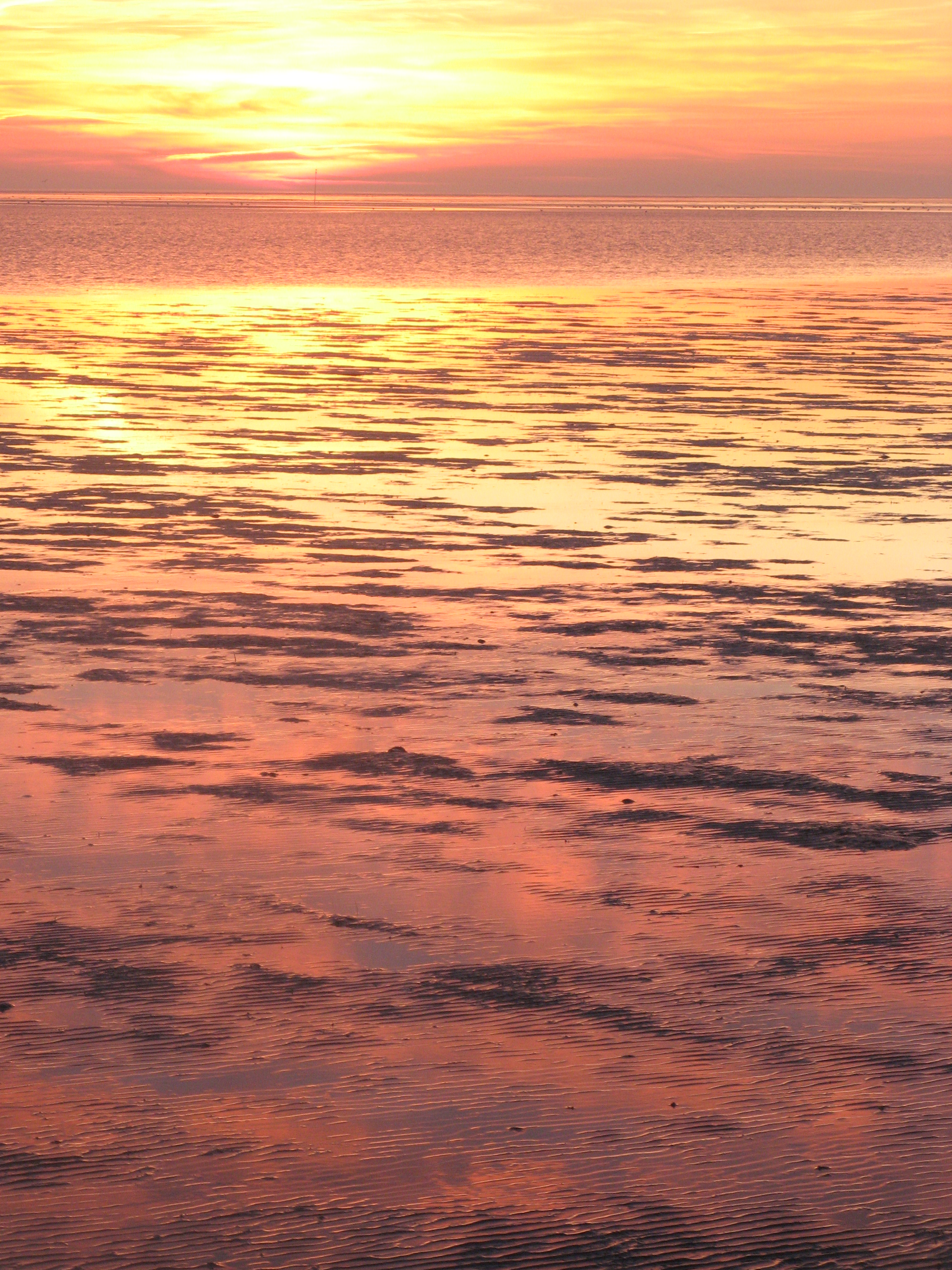
Watt bei Vollerwiek

Storms Naturlyrik mit ihren Anklängen an die norddeutsche Küstenregion machte ihn als Heimatdichter bekannt. Die Gedichte Die Stadt und Meeresstrand finden sich in zahlreichen Anthologien wie dem Großen Conrady oder dem Ewigen Brunnen und zeichnen sich durch ihre Verbundenheit mit der Stadt Husum und der Nordseeküste aus.
In beiden Werken versicherte Storm sich seiner Heimat, die ihm zunächst wegen eines möglichen Berufsverbots, später wegen der Umsiedlung nach Potsdam bedroht schien. 
Mit bildlichen, rhythmischen und klanglichen Elementen beschwört er nicht nur dekorativ die geliebte Landschaft, sondern erzeugt Bedeutungen, die über eine bloße Realitätswiedergabe hinausgehen.
Wie Karl Ernst Laage beschreibt, zeichnete Storm in Meeresstrand ein typisches Bild der Westküste Schleswig-Holsteins mit der besonderen Vogelwelt, dem Schlamm der Watten, den Inseln und Halligen, die er später auch in Novellen wie Eine Halligfahrt festhielt. Er habe eine Region erschlossen, in der die „konkrete Welt“ in eine Sphäre der Träume, das Diesseitige ins Jenseitige übergeht und den „geheimnisvollen Ton“ der Landschaft wie kein anderer Dichter lyrisch gestalten können.
Am 9. Juni 1854, während seines Exils in Potsdam, schickte er seinem Vater einen Entwurf des Gedichts, den er mit den Worten einleitete: „Du wunderst Dich, wie ich Heimweh haben könne – ich will es Dir sagen.“
Die Bezeichnung „Heimatdichtung“ trifft nur auf die Hälfte seines lyrischen Œuvres zu. Die Naturgedichte lassen sich eher mit Kategorien wie Erlebnis- oder Stimmungslyrik erschließen, mit denen die Rolle lyrischen Subjekts untersucht wird, das seine Gefühle und Wahrnehmungen verarbeitet. 
Nach Auffassung Regina Fasolds erschöpft sich die Sehnsucht nach der Heimat in den beiden Gedichten nicht in bloßem Heimweh nach Husum oder dem Strand an der Nordsee; die Verse loten vielmehr eine „Seelenlandschaft“ aus. Storm selbst waren die beiden Werke so wichtig, dass er sie in der zweiten und vierten Auflage seiner Gedichte im Nachhinein an die fünfte und sechste Stelle einfügte. So ergab sich eine Reihenfolge, an die in den maßgeblichen Ausgaben festgehalten wurde.
Für Gerhard Kaiser ist der Standpunkt des Gedichts ein unsicherer, amphibischer Zwischenraum, in dem Land und Meer verschoben werden. Da es dunkler wird, kann das Auge die Welt nur noch ungenau erfassen und unscharf erahnen. 
Die im Nebel liegenden Inseln erscheinen wie Traumbilder im Übergangsbereich von der optischen zur akustischen Wahrnehmung und geben eine Stimmung wieder. Ziehen in der ersten Hälfte des Gedichts die Bilder vorüber, nimmt das Ich nun den einsamen Vogelruf wahr. Dabei ist nicht der unbeantwortete Vogelruf einsam, sondern der empfindungsfähige Mensch, der die Natur wahrnimmt, aber spürt, dass sie ihn „teilnahmslos sich selbst überlässt“. Mit einem „Pathos ... der Verlassenheit“ projiziere er „seine Vereinzelung in ihre Einzelerscheinungen und in ihre Gesamtheit“ und glaube, nur noch biologisch in Zerfallsprozessen Anteil am Naturzyklus zu haben.